# F. League 2014-2015
La F. League 2014/2015 è l'8ª edizione della massima divisione giapponese di calcio a 5.

## Squadre
Le squadre che partecipano all'8ª edizione della massima divisione giapponese 2014/2015 sono:
| Squadre               | Città/Prefettura    | Palazzetto                          | Anno di fondazione |
| --------------------- | ------------------- | ----------------------------------- | ------------------ |
| Espolada Hokkaido     | Sapporo, Hokkaidō   | Hokkaido Prefectural Sports Center  | 2008               |
| Bardral Urayasu       | Urayasu, Chiba      | Urayasu General Gymnasium           | 1998               |
| Fuchu Athletic FC     | Fuchū, Tokyo        | Fuchu Sports Center                 | 2000               |
| ASV Pescadola Machida | Machida, Tokyo      | Machida Municipal General Gymnasium | 1999               |
| Shonan Bellmare       | Hiratsuka, Kanagawa | Odawara Arena                       | 2007               |
| Agleymina Hamamatsu   | Hamamatsu, Shizuoka | Hamamatsu Arena                     | 1996               |
| Nagoya Oceans         | Nagoya, Aichi       | Taiyo Yakuhin Ocean Arena           | 2006               |
| Shriker Osaka         | Osaka, Osaka        | Osaka Municipal Central Gymnasium   | 2002               |
| Deução Kobe           | Kōbe, Hyogo         | Kobe Green Arena                    | 1993               |
| Vasagey Oita          | Ōita, Ōita          | Oozu Sports Park                    | 2003               |
| Vos Cuore             | Sendai              | Sendai City Gymnasium               | 2012               |
| Fugador Sumida        | Tokyo               | Sumida City Gymnasium               | 2001               |

## Classifica finale

### Verdetti
- Nagoya Oceans vince il campionato.
- Nagoya Oceans qualificata alla AFC Futsal Club Championship

Vedi: F. League